# Ilja Antonov
Ilja Antonov (n. 5 decembrie 1992, Tallinn, Estonia) este un fotbalist estonian, care joacă pe post de mijlocaș la FC Ararat-Armenia în Prima Ligă. Pe plan internațional, are prezențe la națională pentru Estonia U21⁠(d) și Estonia.